# 外邦図
外邦図（がいほうず）とは、日本陸軍の参謀本部の陸地測量部が作成した地図である。
元々は日本の領土内の地図である「内国図」との対比で領土外の地図を指す狭義の意味であったが、その後、日本の領土の範囲も含めて同部の地図作成施策によるもの全体を指す広義の意味でも用いられる。

## 概説
1884年（明治17年）の帝国陸軍参謀本部測量局成立時に「測量局服務概則」で、「内国図」との対比で「外邦図」という用語が用いられたのが最初であると考えられている。その後の日清戦争などで台湾が日本に割譲されたが、その時期の台湾の地図は「外地図」であって「外邦図」ではなかった。1888年（明治21年）から太平洋戦争終戦時までは、陸上の地図は参謀本部陸地測量部によって作成・管理されることになっていた。この当時日本の領土の地図を内国図、日本の領土外の地図を外邦図と称していた。同様に、海上の地図は海軍省水路部によって作成・管理されることになっており、21世紀現在では陸上・海上の両地図とも、旧植民地地域の地図を含めた海外域全般を「外邦図」とすることが多い。
太平洋戦争の終戦とその後の連合国軍の進駐を前にして、これらの地図が処分されることを危惧した地理学者らが保全を試みた。彼らは参謀本部に保管されていた地図を運び出し、複数の大学に分配して保管した。これらの地図は現在でも学術資料として残されており、由来としてはこちらの流れに属するものが多数を占めている。
別の由来として、陸海軍から大学への寄贈がある。

## 所蔵状況
収蔵されている総枚数の数量から東北大学（約7万枚）、京都大学（約1.6万枚）、国立国会図書館（約1.5万枚）、お茶の水女子大学（約1.3万枚）のコレクションが著名である。印刷物であるため、種類の数は収蔵枚数よりも少なく、東北大学の例で約12000種類である。この他にも国内の約80の大学に所蔵されている他、国土地理院にもコレクションがある。また連合国軍による接収の結果、アメリカの議会図書館、複数の大学にも所蔵されている。
国内所蔵リスト
| 機関名           | 所蔵総数 | 所蔵図幅(種類)数 | 文献等 |
| ---------------- | -------- | ---------------- | ------ |
| 東北大学         | 約7万    | 約1.2万          | [ 5 ]  |
| 京都大学         | 約1.6万  |                  |        |
| 国立国会図書館   | 約1.5万  |                  |        |
| お茶の水女子大学 | 約1.3万  |                  | [ 6 ]  |
| 駒澤大学         | 11150    | 約9千            | [ 7 ]  |

## 研究活動
外邦図が大学の所蔵となるのは太平洋戦争の敗戦による陸軍参謀本部の消滅が大きな契機となっているが、本格的な調査研究が始まるのは1990年代に入ってからである。
外邦図の研究では大阪大学が科学研究費補助金、その他研究資金を得て平成14年度（2002年）から研究プロジェクトを組織している。大規模なコレクションを保有していたうち、東北大学が目録を作成し、京都大学、お茶の水女子大学が続いた。
岐阜県図書館は東北大学、京都大学、東京大学、その他から提供を受けたコレクションを積極的に公開している。
東北大学では、同大、京都大学、お茶の水女子大学、岐阜県図書館、国立国会図書館のコレクションのデジタルアーカイブが進められている。しかしながら、このデジタルアーカイブはスキャンされた地図画像の検索・表示にとどまっており、既に Google Earth で実現されている古地図の重ね合わせ表示などを利用した、全体像を表示できうる、より分かりやすい表示検索技術の採用が望ましい。
駒澤大学所蔵の外邦図は、多田文男 (1900-1978) が持ち込んだとされる。2003年11月に駒澤大学で開かれた外邦図研究会を契機として、2004年4月から駒澤大学応用地理研究所のプロジェクトの一つとして中村和郎の指導の下で整理作業を開始し、博物館学講座の太田喜美子や応用地理研究所の助力を得ながら、地理学科と歴史学科の有志学生が続けてきた。現在も、文学部地理学科を中心に学内で有志を募った駒澤マップアーカイブズが週1回の活動を基調とした整理作業を続けており、『駒澤大学所蔵外邦図目録』に経過をまとめている。
アメリカではソ連と中国の国境付近の地図など戦後に重視した地域の地図を接収したが、核攻撃による消失を免れるため、フーヴァー戦争・革命・平和研究所などの研究機関や図書館に分散して保管されたことで研究が遅れていた。近年ではスタンフォード大学がアメリカ国内に残る地図をスキャンして公開している他、日本の研究者の協力を得て歴史研究などにも活用されている。